# La Candelaria, Dolores Hidalgo
La Candelaria är en ort i Mexiko.   Den ligger i kommunen Dolores Hidalgo och delstaten Guanajuato, i den centrala delen av landet, 260 km nordväst om huvudstaden Mexico City. La Candelaria ligger 1 984 meter över havet och antalet invånare är 162.
Terrängen runt La Candelaria är en högslätt. Runt La Candelaria är det ganska tätbefolkat, med 93 invånare per kvadratkilometer. Närmaste större samhälle är Dolores Hidalgo, 11,0 km sydväst om La Candelaria. Trakten runt La Candelaria består till största delen av jordbruksmark.